# 베트남인민군총사령부
베트남 인민군 총사령부(Bộ Tổng Tư lệnh Quân đội Nhân dân Việt Nam)는 1946년부터 1975년까지 존재한 베트남 민주공화국 베트남 인민군의 최고 사령부이다.

## 역사
1946년 10월 28일부터 11월 9일까지의 제1기 국회 제2회 회의는 국방부와 군사위원회(Quân sự Ủy viên Hội)를 통합하여 국방부 및 총지휘직의 창설을 결정했다. 이에 따라 보응우옌잡 국방장관은 전국군 총지휘관을 겸직하게 되었다.
따라서 1946년 11월 베트남 국가군 총지휘부(Bộ Tổng Chỉ huy Quân đội Quốc gia Việt Nam)가 탄생했다.
1947년 4월 당 중앙 간부회의에서 게릴라전·운동전으로의 이행 결정 및 국방부에 의한 18세부터 45세까지의 국민의 자위 조직(민병)에의 참가 통지에 따라 국가군·자위 민병 총지휘부(Bộ Tổng Chỉ huy Quân đội Quốc gia và dân quân tự vệ)로 개명되었다. 주석령 제47호에 따르면 총지휘부는 총참모부(1945년 9월 7일 설립), 정치국(1945년 9월 설립), 정보국(1947년 3월 20일 설립), 관방, 군훈국(1946년 3월 25일 설립), 감사국, 민병국(1947년 2월 12일에 민병방이 설립, 1948년 1월 개조)로 구성되었다.
1948년 4월 국가군·자위 민병 총지휘부는 베트남 국가군·민병 총지휘부(Bộ Tổng Chỉ huy Quân đội Quốc gia và dân quân Việt Nam)로 개명되었다.
1949년 3월 12일의 국가주석령 제14호에 의해, 베트남 국가군·민병 총지휘부는 베트남 국가군·민병 총사령부(Bộ Tổng Tư lệnh Quân đội Quốc gia và dân quân Việt Nam)로 개명되었다. 1950년 7월 시점에서 총사령부는 총참모부, 정치총국, 공급총국, 감사단 및 관방으로 구성되었다.
1954년 9월 베트남 국가군·민병 총사령부는 베트남 인민군 총사령부(Bộ Tổng Tư lệnh Quân đội Nhân dân Việt Nam)로 개명되었다. 그리고 1975년 베트남 전쟁의 종결과 함께 베트남인민군총사령부는 활동을 종료했다.
이 기간 동안 보응우옌잡 대장은 일관되게 총사령부의 유일한 지도자이며, 원래는 「총지휘관」(Tổng Chỉ huy)이라 불리며, 1949년부터 「총사령관」 (Tổng Tư lệnh)이라 불렸다.

## 같이 보기
- 주월한국군사령부
- 베트남 군사원조사령부